# Trachelium caeruleum
Trachelium caeruleum é uma espécie de planta com flor pertencente à família Campanulaceae. 
A autoridade científica da espécie é L., tendo sido publicada em Species Plantarum 1: 171. 1753.

## Portugal
Trata-se de uma espécie presente no território português, nomeadamente os seguintes táxones infraespecíficos:
- Trachelium caeruleum subsp. caeruleum - presente em Portugal Continental, no Arquipélago dos Açores e no Arquipélago da Madeira. Em termos de naturalidade é nativa de Portugal Continental e introduzida no Arquipélago dos Açores e no Arquipélago da Madeira. Não se encontra protegida por legislação portuguesa ou da Comunidade Europeia.